# Sigiweddellia benthopelagica
Sigiweddellia benthopelagica is een hydroïdpoliep uit de familie Cuninidae. De poliep komt uit het geslacht Sigiweddellia. Sigiweddellia benthopelagica werd in 2001 voor het eerst wetenschappelijk beschreven door Bouillon, Pagès & Gili. 